# قرار مجلس الأمن التابع للأمم المتحدة رقم 129
قرار مجلس الأمن التابع للأمم المتحدة رقم 129، الذي اتخذ بالإجماع في 7 أغسطس 1958، دعا إلى عقد جلسة استثنائية طارئة للجمعية العامة. وينص القرار على أن ذلك كان نتيجة لعدم إجماع أعضائه الدائمين في اجتماعي المجلس 834 و 837 اللذين منعاهما من ممارسة مسؤوليته الأساسية عن صون السلم والأمن الدوليين.